# Kapelle St. Rochus (Hohenems)

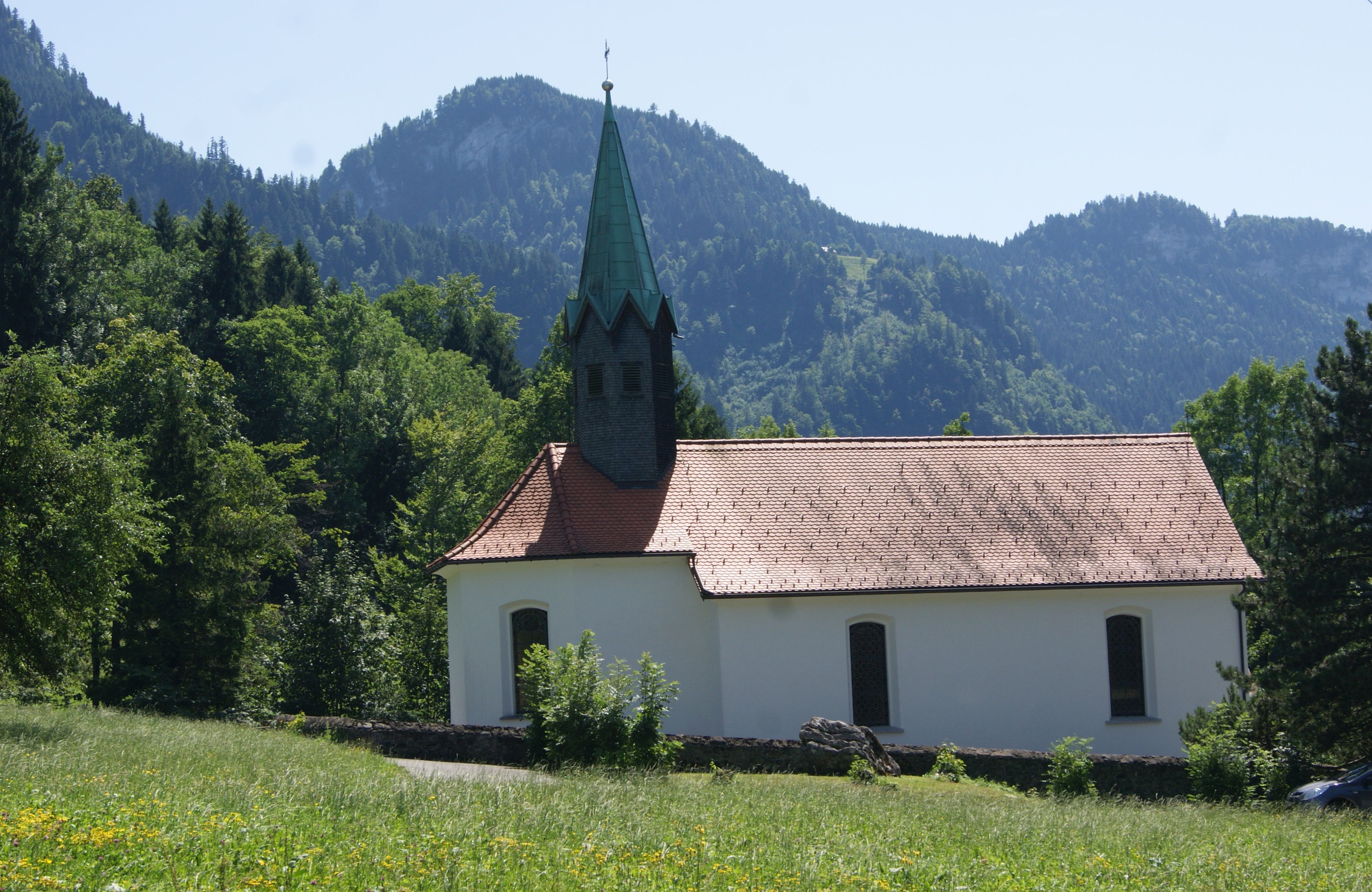
St. Rochus Kapelle in Reute in Hohenems

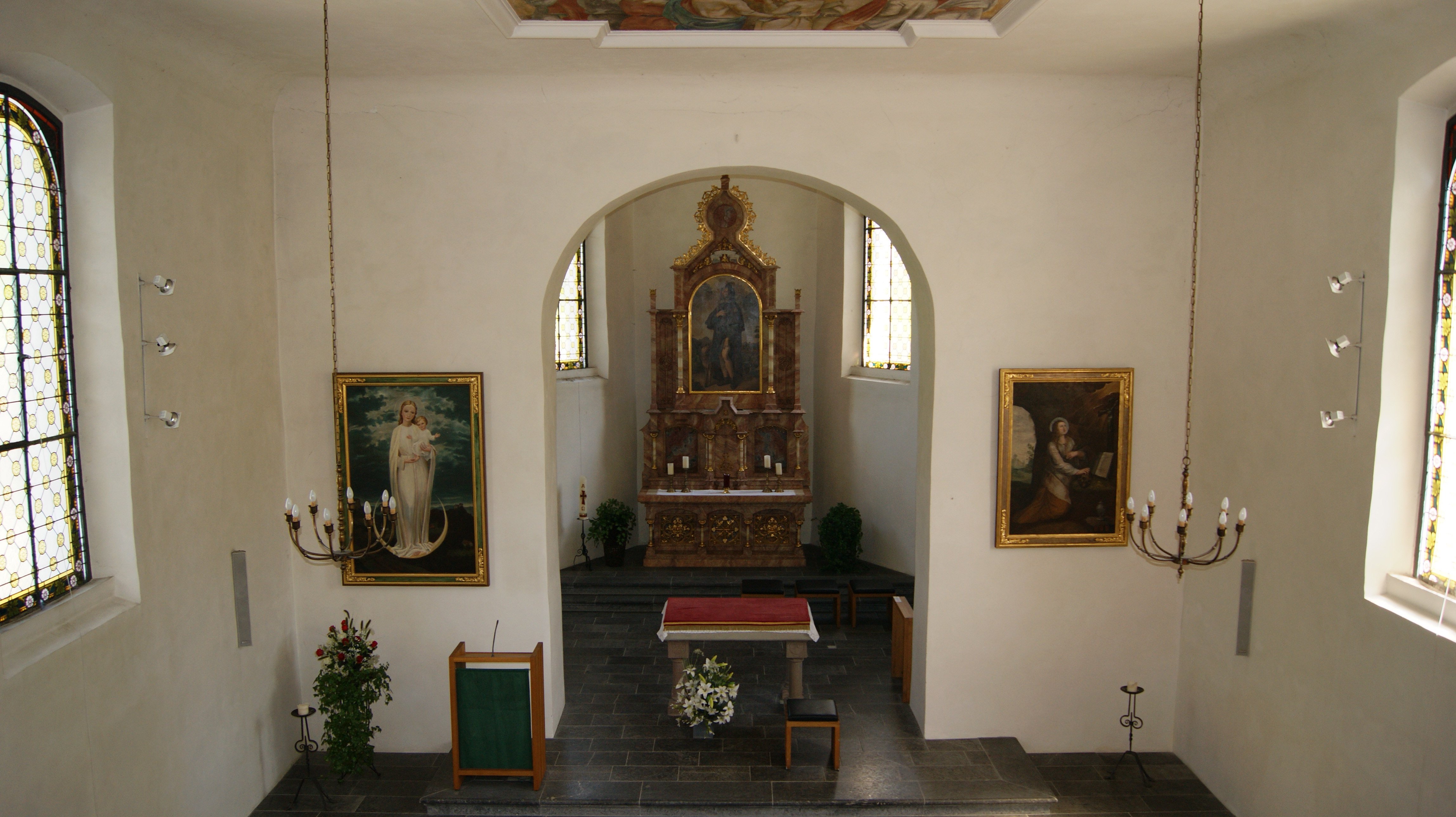
Blick von der Empore zum Chor

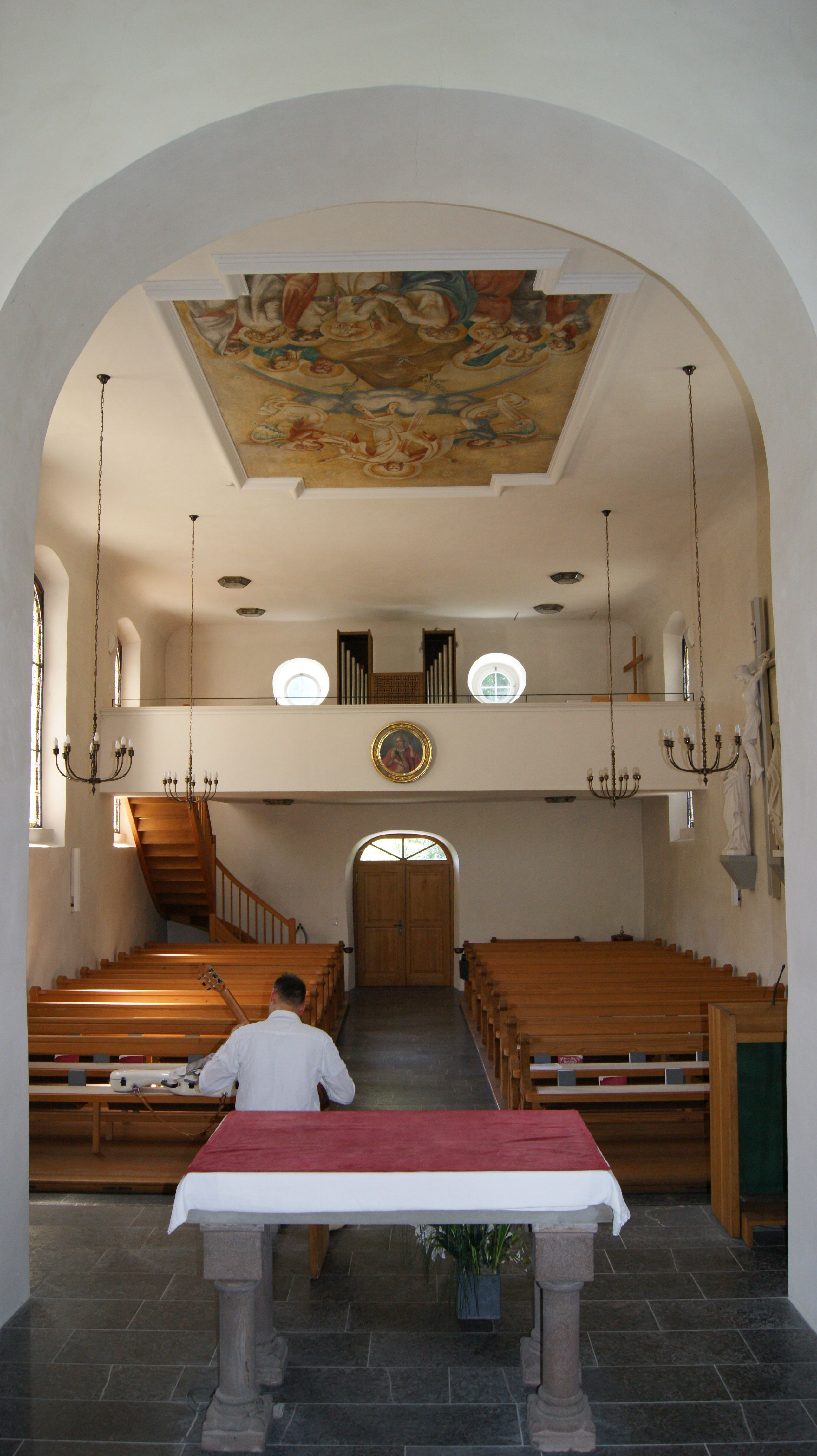
Blick vom Chor zur Empore

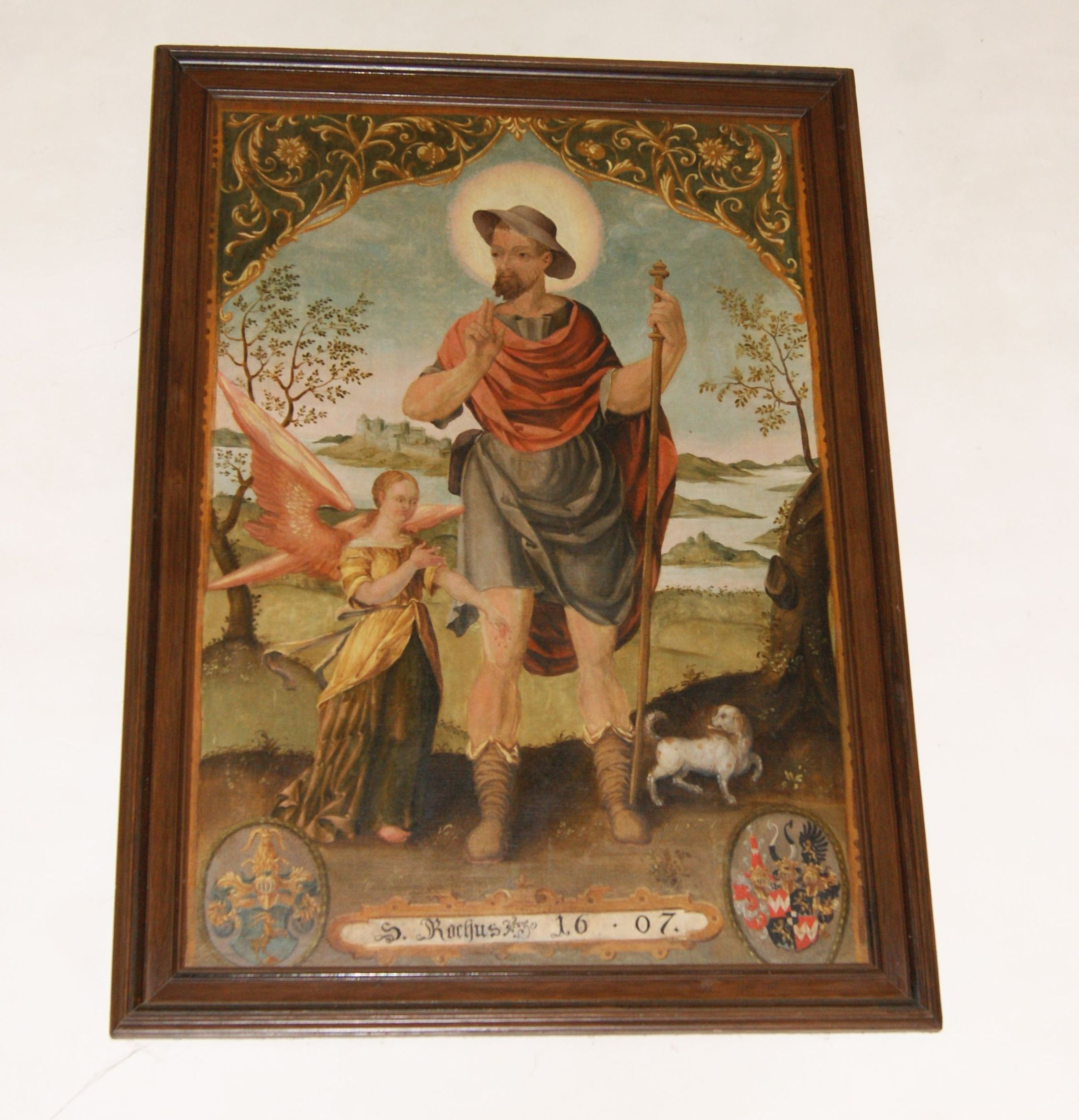
Das ehemalige Altarbild aus der alten Kapelle aus dem Jahr 1607

Die römisch-katholische Kapelle St. Rochus steht im Ortsteil Reute der Gemeinde Hohenems im Bezirk Dornbirn in Vorarlberg. Sie ist denkmalgeschützt und dem Heiligen Rochus von Montpellier, dem Schutzheiligen der Pestkranken, geweiht. Sie wird seelsorgerisch von der Pfarrkirche Hohenems-St. Karl Borromäus in Hohenems betreut. Die Kapelle gehört damit zum Dekanat Dornbirn in der Diözese Feldkirch.

## Geschichte
Der ursprüngliche Kapellenbau wurde nach einem Gelöbnis des Kaspar von Hohenems zur Abwendung der in Hohenems grassierenden Pest gestiftet und 1607 errichtet. 1816/1817 wurde die Kapelle durch einen Neubau ersetzt.

## Kirchenbau

### Lage
Der Kirchenbau (etwa 622 m ü. A.) steht im Ortsteil Reute in Hohenems in der Parzelle St. Rochus. Die Kapelle ist etwa 1,4 km Luftlinie vom Ortszentrum von Hohenems entfernt und gut erreichbar.

### Bauwerk
Die Kirche ist ein nach allen Seiten freistehender einfacher, rechteckiger Steinbau mit etwa 8 m Giebelhöhe (Gesamthöhe mit Glockendachreiter etwa 18 m) und leicht geknicktem Satteldach, das mit Biberschwanzziegeln eingedeckt ist. Die Kapelle nimmt eine Fläche von etwa 200 m² ein, und das Langhaus ist etwa 15 m lang und 8,5 m breit, der Chor etwa 7 × 7 m. Es handelt sich um einen Bau mit annähernd rechteckigem Grundriss und eingezogenem 3/8 Chor in Ost-West-Ausrichtung. Östlich (Altar) sind die Außenwände abgerundet.
Der achteckige, holzgeschindelte Glockendachreiter mit acht Schallöffnungen und mit Kupfereindeckung des Giebelspitzhelms auf dem Satteldach befindet sich östlich oberhalb des Übergangs vom Langhaus zum Chor. Oberhalb der sandsteingefassten hölzernen Eingangstüre mit der stilisierten Jahreszahl 1816 befinden sich drei kleine runde Fenster (Ochsenauge). Das Langhaus weist seitlich auf der linken Seite zwei große Rundbogenfenster auf, auf der rechten Seite drei Rundbogenfenster und der Chor zwei weitere Rundbogenfenster.
Links neben der Eingangstüre befindet sich eine Gedenktafel an die Gefallenen beider Weltkriege und rechts zwei Gedenktafeln an zwei Kapuziner, Fidelis Fussenegger († 20. Juni 1928) und Munib Linder (* 16. November 1867 – † 6. März 1924), die hier gewirkt haben.
Der Bau selbst ist außen und innen weitgehend weiß verputzt.
Der Betraum und Altarraum sind voneinander durch einen relativ eng zusammenführenden Chorbogen sehr deutlich abgegrenzt. Die steinernen, dunkelgrauen Bodenfliesen sind farblich und von der Verlegetechnik her in beiden Bereichen gleich gehalten. Die Glasfenster haben farbige Elemente und Ornamente. Die nachträglich eingebaute Empore trägt in der Mitte der Brüstung ein Bild der Apollonia von Alexandria mit den Attributen Zange, Zahn und Märtyrerpalme. Auf der Empore steht eine einfache Orgel mit zwölf sichtbaren metallenen Pfeifen.
Rechtsseitig (nach Süden) ist eine Sakristei angebaut. Umgeben ist die Kapelle von einem Friedhof.

## Ausstattung
Bet- und Chorraum sind vermutlich wie bei der alten Kapelle mit einer Flachdecke ausgestattet. Das Deckenbild (Christi Himmelfahrt) im Langhaus wurde bei der Restaurierung 1941 von Julius Wehinger aus Dornbirn geschaffen. Das Deckenbild im Chor zeigt die Insignien der vier Evangelisten und in der Mitte ein Kreuz mit dem Auge Gottes mit einer Taube.
Der rötlich-weiß, marmorstrukturierte Hochaltar mit Säulen und Goldverzierungen zeigt ein Altarbild mit einer Darstellung des hl. Rochus. Der Volksaltar ist aus Stein. Die 20 Kirchenbänke sind aus mittelbraun lackiertem Tannenholz, fassen etwa 120 Personen und sind ebenfalls schlicht gehalten.
An der linken Seite des Chorbogens befindet sich ein Gemälde der Muttergottes mit Kind. Auf der rechten Seite ein Bild mit der Darstellung Verkündigung des Herrn. Im Langhaus ein Gemälde des Heiligen Rochus mit der Jahreszahl 1607, das ursprünglich das ehemalige Altarbild in der alten Kapelle St. Rochus war. Links unten zeigt das Bild das Wappen der Grafen von Hohenems und links unten das Wappen von Welsberg. Das Bild wurde 1607 von Hans Jakop Noppis gemalt.